# 1508 год в науке
В 1508 году произошли различные научные и технологические события, некоторые из которых представлены ниже.

## События
- Мартин Вальдземюллер составляет «Карту новых земель» (Tabula Terre Nove), опубликована в 1513 году[1].

## Родились
См. также: Категория:Родившиеся в 1508 году
- 9 июня — Примож Трубар, словенский реформатор, первопечатник и лингвист (умер в 1586 году),.
- 13 июня — Алессандро Пикколомини, тосканский философ-гуманист, писатель, переводчик и астроном (умер в 1579 году),
- 30 ноября — Андреа Палладио, влиятельный итальянский архитектор позднего Возрождения венецианской школы. (умер в 1580 году)[2],
- 9 декабря — Гемма Фризиус, нидерландский математик, врач, картограф, философ, гравёр, изготовитель астрономических инструментов (умер в 1555 году),

## Скончались
См. также: Категория:Умершие в 1508 году
- 4 февраля — Конрад Цельтис, немецкий философ-гуманист и поэт (род. в 1459 году),
- Март — Лоуренсу де Алмейда, португальский исследователь (род. в 1480 году),
- Дон Исаак бен-Иегуда Абрабанель, еврейский учёный, теолог, государственный деятель (род. в 1437 году),